# 鉄道くらぶ
「鉄道くらぶ」（てつどうくらぶ）とは、アール・エフ・ラジオ日本で放送されていた鉄道趣味情報番組である。2009年10月3日放送開始。キャッチコピーは「鉄道を愛する全ての人に送る鉄道くらぶ」。2010年度までナイターオフに放送していた情報番組「オトナの情報マガジン」のコーナー「A列車で行こう！」からスピンアウトした番組。2012年12月30日終了。

## パーソナリティ
- 倉林由男 - ラジオ日本制作部長　2010年7月10日～
- 東海林桂 - 喋る放送作家。元番組「オトナの情報マガジン」の構成を手掛けている。

## 過去のパーソナリティ
- 車掌一司（佐藤一司） - 番組ではこのマイクネームで通していた。放送開始～2010年7月3日迄。

## 放送時間
- アール・エフ・ラジオ日本 - 日曜日 21:30〜22:55

| 期間                         | 放送曜日 | 放送時刻      |
| ---------------------------- | -------- | ------------- |
| 2009年10月3日～2010年7月31日 | 土曜日   | 21:30～21：55 |
| 2010年8月7日～2011年3月26日  | 土曜日   | 24:30～25：00 |
| 2011年4月3日～2012年12月30日 | 日曜日   | 21:30～21：55 |

※前枠の「ラジオ日本ジャイアンツナイター」が時間延長する場合は放送休止となる。休止分の振り替え放送は無い。
- 山梨放送ラジオ - 日曜日　21:00〜21:30

2012年10月7日からネット開始。本局より30分早く放送。

## コーナー
途中CMによる中断はなく、以下の順序で放送される。
- 鉄道ニュース各駅停車 - 鉄道に関するニュース。主に関東地方のニュースが中心。
- 特集 - 鉄道アミューズメント施設や鉄道趣味ショップのレポート、路線案内、鉄道模型の楽しみ方等鉄道趣味を様々な角度から斬り込むコーナー。
- 鉄道ヒットスタジオ - 鉄道をテーマにした曲、歌詞に鉄道が現れる曲を毎回一曲紹介するコーナー。

| アール・エフ・ラジオ日本 土曜日 21:30〜21:55(2009年10月3日～2010年7月31日) | アール・エフ・ラジオ日本 土曜日 21:30〜21:55(2009年10月3日～2010年7月31日) | アール・エフ・ラジオ日本 土曜日 21:30〜21:55(2009年10月3日～2010年7月31日) |
| 前番組                                                                     | 番組名                                                                     | 次番組                                                                     |
| -------------------------------------------------------------------------- | -------------------------------------------------------------------------- | -------------------------------------------------------------------------- |
| よこはま物語                                                               | 鉄道くらぶ                                                                 | 日本満喫ラジオ紀行〜ときめきJAPAN - ※日曜21:30から移動                     |
| 土曜日 24:30〜25:00(2010年8月7日～2011年3月26日)                           |                                                                            |                                                                            |
| うたださんとの三斗物語                                                     | 鉄道くらぶ                                                                 | 24:00～27:00 全米トップ40 THE 80'S - ※土曜18:00～21:00より移動             |
| 日曜日 21:30〜21:55(2011年4月3日～2012年12月30日)                          |                                                                            |                                                                            |
| ぼくらのレジェンド                                                         | 鉄道くらぶ                                                                 | ご機嫌よう ひばりさん                                                      |